# Elke Krystufek
Elke Silvia Krystufek, född 16 juli 1970 i Wien Österrike, är en österrikisk konceptkonstnär som bor och arbetar i Berlin i Tyskland och i Wien i Österrike. Hon arbetar i en mängd olika medier inklusive måleri, skulptur, video och performancekonst.

## Biografi

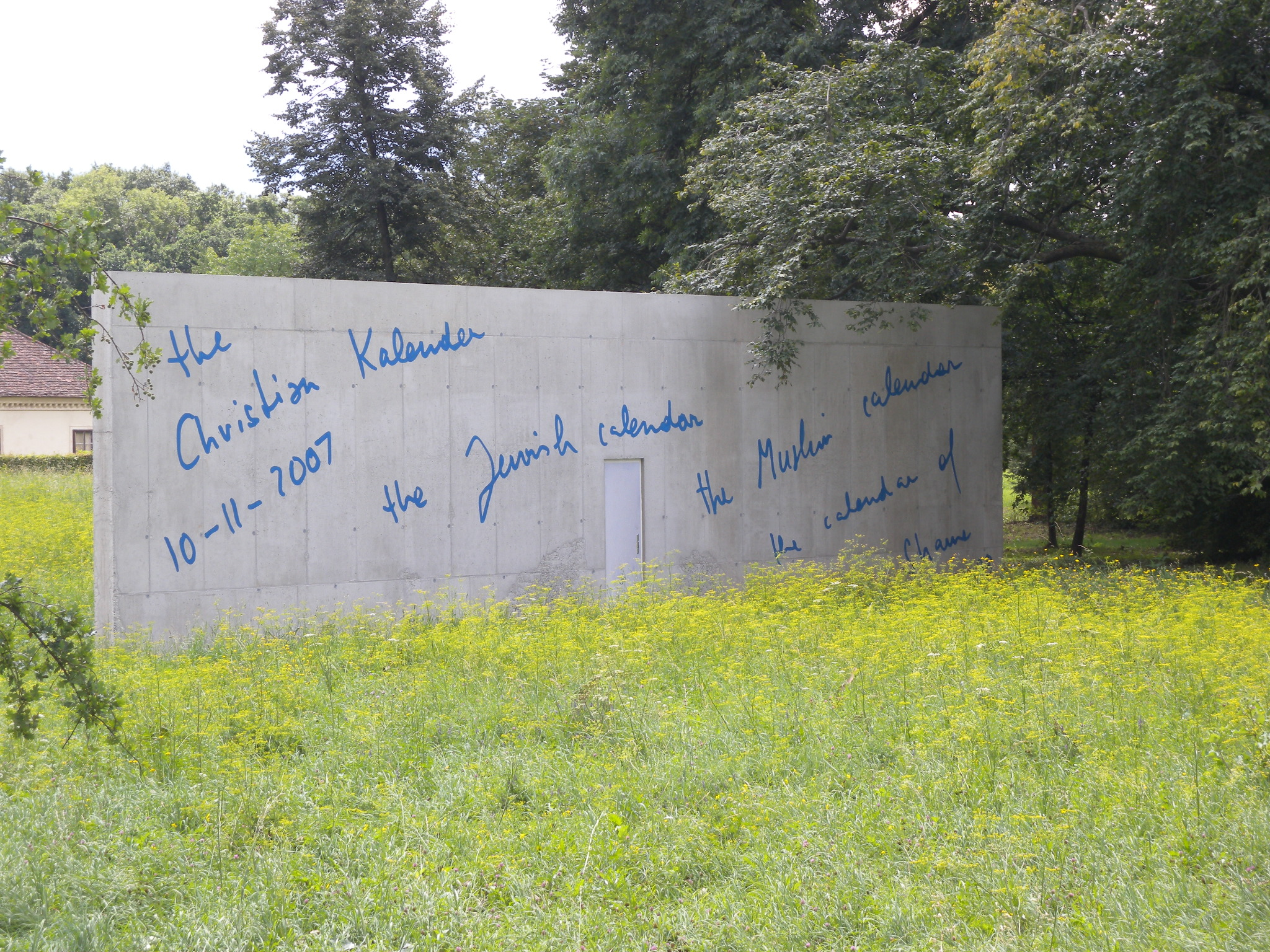
Elke Krystufek: Vägg av tystnad, Schlosspark Grafenegg.

Krystufek studerade vid Konstakademien Wien 1988–1992 och blev 2005 utnämnd till professor vid Konstakademin. Hennes arbete är inspirerat av en historia av österrikiska konstnärer – från Egon Schiele till Wien Actionists och Valie Export – som uttryckligen har utforskat sexualitet i konsten.

## Konstnärligt arbete
För sin samling av bilder i form av vykortsfoton, med titeln "Jag är din spegel", inspirerades hon av fotografen Nan Goldins dokumentära arbete och av "Atlas" av den tyska målaren Gerhard Richter. Med utställningen "Liquid Logic" gav Peter Noever henne tillgång till alla förråd av Konstmuseet i Wien och MAK. Hon gjorde där jämförelser mellan ett tematiskt arrangerat urval av föremål från museets samlingar som sällan visas eller är utställda. Hon fann också kopplingar mellan sitt eget arbete och biografin om den holländsk-amerikanska konstnären Bas Jan Ader. Utdrag av en film hon spelade in i samband med utställningen på Påskön kan ses som bakgrund till ett föredrag hon gav 2009 på Brooklyn Museum i New York. 
År 2009 representerade hon Österrike vid den 53:e biennalen i Venedig i den österrikiska paviljongen tillsammans med Dorit Margreiter, Fand Ranziska och Lois Weinberger. I denna utställning behandlade hon det sällsynta konsthistoriska fenomenet av en naken manlig modell målad av en heterosexuell kvinna och den sista filmen av Friedrich Wilhelm Murnau, Tabu. Sedan hennes separatutställning på Susanne Vielmetters Los Angeles Projects ger galleriet tillgång till en del av Elke Krystufek Archive om invandring. 
Den 13 april 2011 hade hennes första teaterpjäs, Hub, premiär på teatern Garage X på Petersplatz i Wien. Den 27 maj förstördes hennes första offentliga utomhusskulptur med titeln The Wall of Silence in the Schlosspark Grafenegg på begäran av Tassilo Metternich-Sándor. En dokumentation av förstörelsen och ett fragment av skulpturen har arkiverats på Niederösterreichisches Landesmuseum, som en donation av konstnären.
Krystufek har haft separatutställning i bland andra GEM Museum für Aktuele Kunst, Haag, Bawag Foundation, Wien, Statens Museum for Kunst, Köpenhamn, Kunstraum Innsbruck, Galerie Barbara Thumm, Berlin, Museum für Angewandte Kunst, Wien, Centre d'Art Contemporain de la Fonderie, Mulhouse, Frankrike, och Transit Art Space, Stavanger, Norge, samt deltagit i ett stort antal grupputställningar.
Krystufek finns också permanent representerad i bland andra Sammlung Essls offentliga samlingar, Klosterneuburg, Tyskland, Museum Moderner Kunst Stiftung Ludwig Wien (MUMOK), Wien, Museo d'Arte Moderna e Contemporanea, Bolzano, Italien och Staatens Museum for Kunst, Köpenhamn.

## Utmärkelser och hedersbetygelser
Krystufek tilldelades Wilfrid Skreiner-priset i Graz 2000 och Sven Daalsgaard-priset i Köpenhamn 2002.